# 872 (číslo)
Osm set sedmdesát dva je přirozené číslo. Římskými číslicemi se zapisuje DCCCLXXII a řeckými písmeny ωοβʹ. Následuje po čísle osm set sedmdesát jedna a předchází číslu osm set sedmdesát tři.

## Matematika
872 je:
- Deficientní číslo
- Složené číslo
- Nešťastné číslo

## Astronomie
- (872) Holda je planetka hlavního pásu, kterou objevil v roce 1917 Max Wolf

## Roky
- 872
- 872 př. n. l.